# Cortland (Nebraska)
Cortland é uma vila localizada no estado americano de Nebraska, no Condado de Gage.

## Demografia
Segundo o censo americano de 2000, a sua população era de 488 habitantes.
Em 2006, foi estimada uma população de 496, um aumento de 8 (1.6%).

## Geografia
De acordo com o United States Census Bureau, a localidade tem uma área de 0,7 km², sem área coberta por água. Cortland localiza-se a aproximadamente 440 m acima do nível do mar.

## Localidades na vizinhança
O diagrama seguinte representa as localidades num raio de 16 km ao redor de Cortland.